# Мелешин (гміна)
Гміна Мелешин (пол. Gmina Mieleszyn) — сільська гміна у північно-західній Польщі. Належить до Ґнезненського повіту Великопольського воєводства.
Станом на 31 грудня 2011 у гміні проживало 4055 осіб.

## Територія
Згідно з даними за 2007 рік площа гміни становила 99.24 км², у тому числі:
- орні землі: 67.00%
- ліси: 24.00%

Таким чином, площа гміни становить 7.91% площі повіту.

## Населення
Станом на 31 грудня 2011:
| Опис     | Загалом | Загалом | Чоловіки | Чоловіки | Жінки | Жінки |
| -------- | ------- | ------- | -------- | -------- | ----- | ----- |
| одиниця  | осіб    | %       | осіб     | %        | осіб  | %     |
| все      | 4055    | 100     | 1973     | 48.66    | 2082  | 51.34 |
| міське   | 0       | 100     | 0        |          | 0     |       |
| сільське | 4055    | 100     | 1973     | 48.66    | 2082  | 51.34 |

## Сусідні гміни
Гміна Мелешин межує з такими гмінами: Клецько, Месьцисько, Одолянув, Роґово, Яновець-Велькопольський.